# Кёнсандо

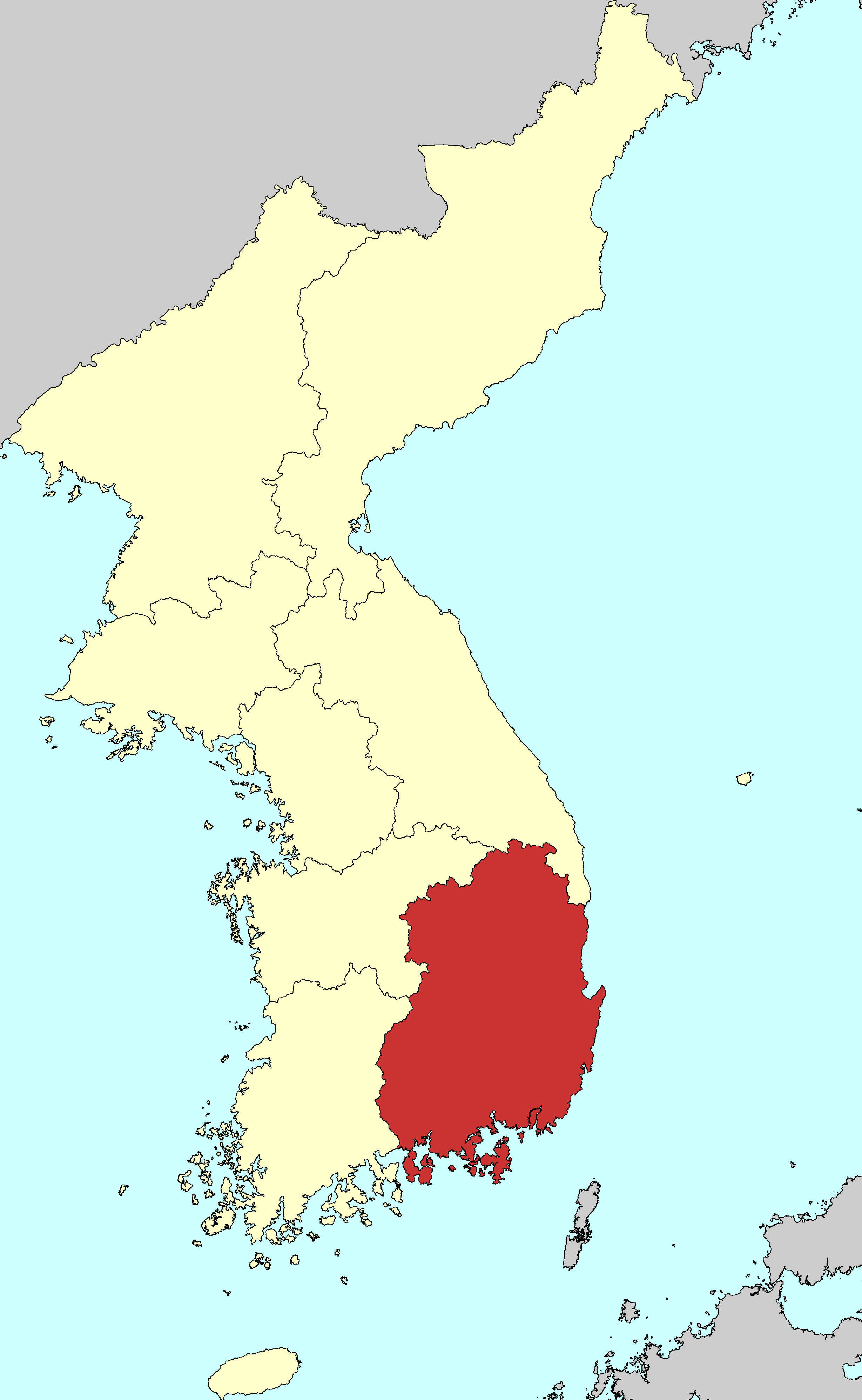
Кёнсандо

Кёнсандо́ — одна из восьми провинций Кореи во время правления династии Чосон. Была расположена на юго-востоке Корейского полуострова. Столица находилась в городе Тэгу.

## История
Предшественник Кёнсандо — провинция, созданная во времена династии Корё путём объединения провинций Йоннам, Саннам и Йондон.
Кёнсандо получила своё название в 1314 году. Название происходит от первых букв главных городов провинции — Кёнджу (경주) и Санджу (상주).
В 1895 году Кёнсандо была расформирована, а на её месте возникли районы Андон (Андон-бу; 안동부) на севере, Тэгу (Тэгу-бу; 대구부) в центральной части, Чинджу (Чинджу-бу; 진주부) на юго-западе, и Тоннэ (Тоннэ-бу; 동래부 современный Пусан) на юго-востоке.
В 1896 году Андон, Тэгу, и северная часть Тоннэ были объединены, сформировав провинцию Кёнсан-Пукто, а Чинджу и южная часть Тоннэ — провинцию Кёнсан-Намдо. Сейчас обе провинции входят в состав Южной Кореи.

## География
На западе Кёнсандо граничила с провинциями Чолладо и Чхунчхондо, на севере — с Канвондо, на юге омывалась Корейским проливом, а на востоке — Японским морем (сами корейцы называют его Восточным морем). Через регион проходят горные хребты Тхэбэксан и Собэксан, основный водный ресурс — бассейн реки Нактонган.
Крупнейшие города региона — Пусан, Тэгу, и Ульсан. Другие известные города — Кёнджу (бывшая столица королевства Силла), Андон, Йонджу, Санджу, Кимчхон, Мирян, Кимхэ, Чханвон (столица Кёнсан-Намдо), Масан и Чинджу.
Регион, в котором была расположена Кёнсандо иногда называется «Йоннам».